# Santa Maria Liberatrice al Foro Romano
Santa Maria Liberatrice al Foro Romano, även benämnd Santa Maria libera nos a poenis inferni, S. Mariae de Inferno, och Santa Maria Liberatrice in Campo Vaccino, var en kyrkobyggnad i Rom, helgad åt Jungfru Maria. Kyrkan var belägen på Forum Romanum i Rione Campitelli.

## Kyrkans historia
År 847 drabbades Rom och Forum Romanum av en jordbävning, vid vilken kyrkan Santa Maria Antiqua förstördes. En ny kyrka, Santa Maria Nova, dagens Santa Francesca Romana, uppfördes ett stycke därifrån, i ruinen efter Venus och Romas tempel. Santa Maria Antiqua skadades ytterligare i samband med normandernas plundring av Rom under Robert Guiscard i maj 1084. På 1200-talet byggdes en ny kyrka, Santa Maria Liberatrice, ovanpå ruinerna efter Santa Maria Antiqua, söder om Castors och Pollux tempel och Juturnas källa.
Under högmedeltiden hade det uppstått en legend om påve Sylvester I, som hade fjättrat en drake som spridit skräck på Forum Romanum. Platsen fick namnet Liberatrice, vilket åsyftade staden Roms befrielse från draken. Kyrkan fick initialt namnet Santa Maria libera nos a poenis inferni, ”Heliga Maria befria oss från helvetets plågor”.
Omkring år 1300 grundade Santuccia Terrebotti ett benediktinkloster på denna plats. Nunnorna förblev vid Santa Maria Liberatrice till 1550, då de anslöt sig till moderhuset vid Sant'Anna dei Falegnami. Klostret övertogs av kvinnliga olivetaneroblater från Santa Maria Annunziata a Tor de' Specchi, som innehade det till rivningen. Den närbelägna kyrkan Santa Francesca Romana tillhörde olivetanermunkar.
År 1617 byggdes kyrkan om i barockstil av Onorio Longhi och gavs en ny fasad, inspirerad av fasaden till Il Gesù, ritad av Giacomo della Porta. Ombyggnaden bekostades av kardinal Marcello Lante.

### Rivning
Under 1800-talet hade Forum Romanum börjat att arkeologiskt grävas ut och dess monument friläggas. De italienska myndigheterna och de arkeologiska institutionerna drevs i detta av ideologiska och nationalistiska intressen. År 1900 bestämdes det att kyrkan Santa Maria Liberatrice skulle rivas, under ledning av arkeologen Giacomo Boni, för att frilägga den äldre Santa Maria Antiqua. Demoleringen, som delvis skedde med dynamit, ägde rum mellan den 8 januari och 10 februari 1900. Det har dock senare visat sig att den sistnämnda kyrkan skulle kunna ha grävts ut utan att Santa Maria Liberatrice revs. Lejonparten av kyrkans utsmyckningar och konstverk, bland annat en vördad Mariabild, överfördes till den nya kyrkan Santa Maria Liberatrice, belägen i Rione Testaccio och konsekrerad 1908. Övriga konstverk fördes över till klostret vid Tor de' Specchi.

## Kyrkans exteriör
Fasadens nedervåning hade doriska pilastrar. Över ingångsportalen satt en inskriptionstavla, krönt av en segmentbåge. Övervåningen hade joniska pilastrar, vilka flankerade ett rektangulärt fönster, som var inramat av mindre pilastrar och ett segmentbågeformat pediment. Övervåningen hade på sidorna voluter och fasadens storform kröntes av ett triangulärt pediment.
Den oktogonala kupolen var tämligen låg med en hög lanternin, krönt av en liten lökkupol.

## Kyrkans interiör
Kyrkan hade en grundplan i form av ett latinskt kors. Över korsmitten reste sig kupolen. Högaltarmålningen samt målningarna i sakristian var utförda av Stefano Parosel. Kapellet invigt åt den heliga Franciska av Rom dekorerades 1749 av Francesco Ferrari. Interiörens stuckutsmyckningar utfördes av Giacinto Ferrari. Även målarna Sebastiano Ceccarini och Lorenzo Gramiccia bidrog till interiörens utsmyckning.

## Bilder

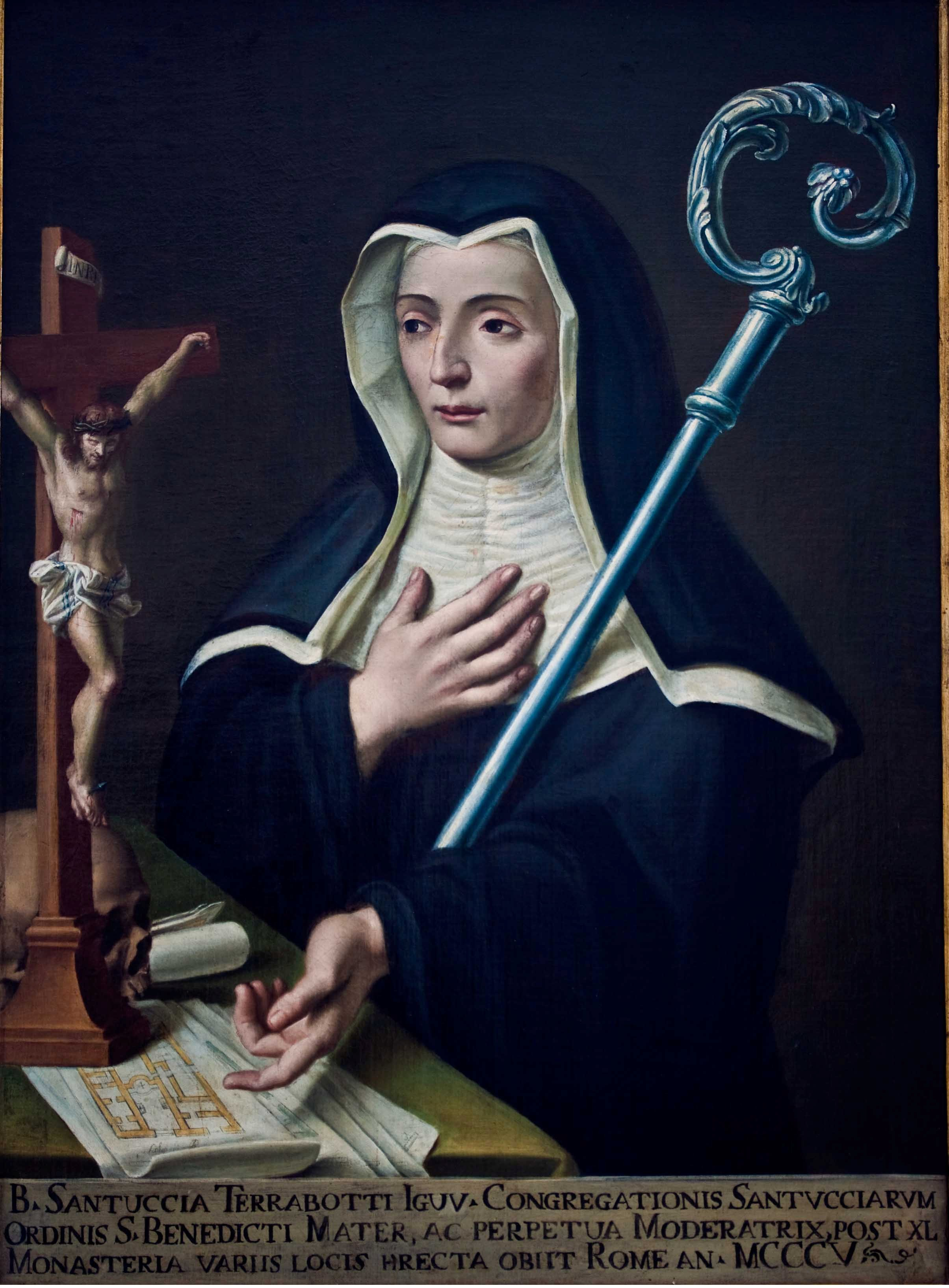
Saliga Santuccia Terrebotti.
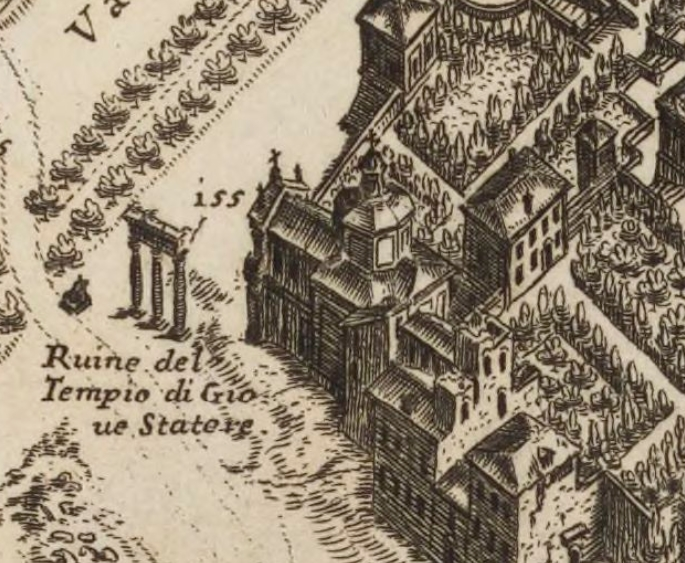
Santa Maria Liberatrice al Foro Romano (nummer 155) på Giovanni Battista Faldas Rom-karta från 1676.
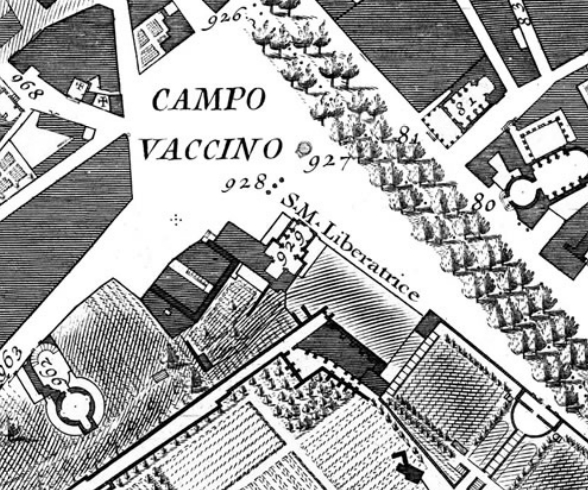
Santa Maria Liberatrice al Foro Romano (nummer 929) på Giovanni Battista Nollis Rom-karta från 1748. Nummer 928 anger Castors och Pollux tempels tre kvarstående kolonner.
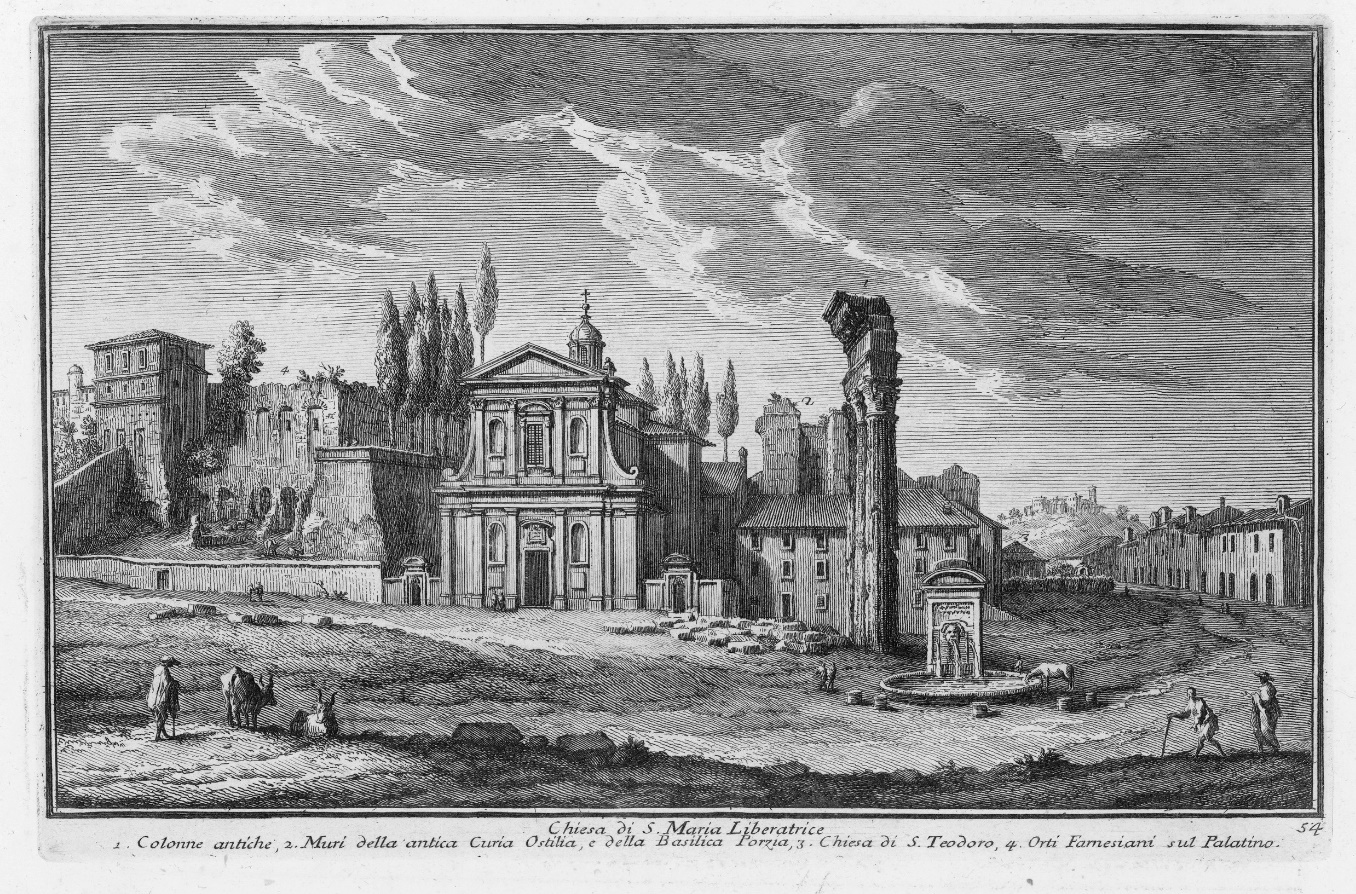
Chiesa di S. Maria Liberatrice, gravyr av Giuseppe Vasi.
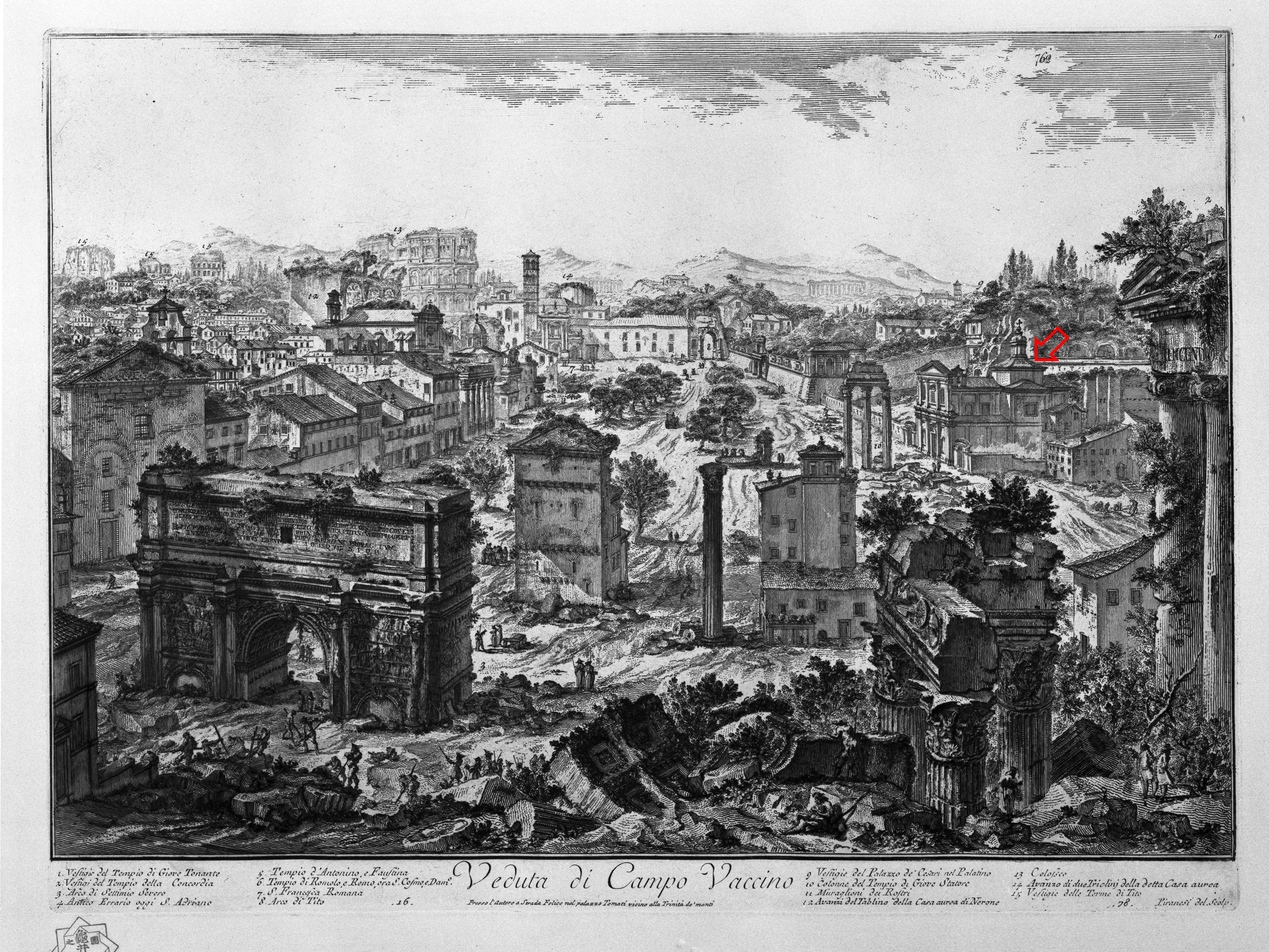
Santa Maria Liberatrice al Foro Romano (vid den röda pilen) på Veduta di Campo Vaccino, gravyr av Giovanni Battista Piranesi.